# Norges Skaal
Norges Skaal (deutsch etwa: Norwegens Prost), in Norwegen besser bekannt mit seinem ersten Vers „For Norge, Kiempers Fødeland“ (Für Norwegen, der Kämpfer Vaterland) ist ein norwegisches Trinklied, geschrieben vom Sekretär des Bischofs Johan Ernst Gunnerus und späteren Bischof Johan Nordahl Brun (1745–1816). Er schrieb es im Winter 1771/1772, wurde von den norwegischen Studenten in Kopenhagen begeistert aufgenommen, aber wegen seiner nationalistischen Tendenz von der Obrigkeit scharf kritisiert und fiel nach dem Fall Struensees der Zensur zum Opfer. Anlass war eine Meuterei der Königlich Norwegischen Leibgarde am Weihnachtsabend 1771, als sie Bescheid bekam, dass sie aufgelöst werde und die Soldaten auf andere Einheiten verteilt werden sollten. Sie erreichte einen ehrenvollen Abschied und die Soldaten wurden als norwegische Patrioten gefeiert.
Als Brun bereits Bischof in Bergen war, wurde es ohne Wissen Bruns 1785 in Christiansand heimlich gedruckt und in Trondheim verbreitet, was ihn in den Verdacht der Illoyalität brachte.
Das Lied erreichte in Norwegen sehr schnell große Popularität. Es war der erste Text der 1814 frei gedruckt wurde. Während der Befreiungsbewegung Anfang des 19. Jahrhunderts galt es als inoffizielle Nationalhymne Norwegens.  Als solche wurde es 1819 nach der Loslösung von Dänemark durch „Sønner av Norge“ abgelöst. Der Dichter Henrik Wergeland bezeichnete das Lied als norwegische Marseillaise.
Das Lied ist in dänischer Sprache geschrieben, wird aber gewöhnlich mit norwegischer Betonung gesungen, der damals so genannten dannet dagligtale (gebildete Alltagssprache, oder auch Dänisch-Norwegisch).

## Text
For Norge, Kjæmpers Fødeland,
Vi denne Skaal vil tømme,
Og naar vi først faae Blod paa Tand,
Vi sødt om Frihed drømme;
Dog vaagne vi vel op engang
Og bryde Lænker, Baand og Tvang;
For Norge, Kjæmpers Fødeland,
Vi denne Skaal udtømme!
Hver tapper Helt, blandt Klipper fød,
Vi drikke vil til Ære;
Hver ærlig Norsk, som Lænker brød,
Skal evig elsket være!
Den vrede Livvagts Vaabenbrag
Forklarer trolig Nordmænds Sag.
Hver ærlig Norsk, blandt Klipper fød,
Vi drikke nu til Ære! 
En Skaal for Dig, min kjække Ven,
Og for de norske Piger!
Og har Du en, saa Skaal for den!
Og Skam faae den, som sviger!
Og Skam faae den, som elsker Tvang
Og hader Piger, Viin og Sang!
En Skaal for Dig min kjække Ven,
Og for de norske Piger! 
Og nok en Skaal for Norges Fjeld,
For Klipper, Snee og Bakker!
Hør Dovres Echo raabe: «Held!»
For Skaalen tre Gang takker.
Ja tre Gang tre skal alle Fjeld
For Norges Sønner raabe Held;
Endnu en Skaal for Dig mit Fjeld,
For Klipper, Snee og Bakker